# Blechnum guayanense
Blechnum guayanense là một loài dương xỉ trong họ Blechnaceae. Loài này được A. Rojas mô tả khoa học đầu tiên năm 2008.